# Lygus atriflavus
Lygus atriflavus är en insektsart som beskrevs av Knight 1917. Lygus atriflavus ingår i släktet Lygus och familjen ängsskinnbaggar. Inga underarter finns listade i Catalogue of Life.